# Steve Redgrave
Stephen "Steve" Geoffrey Redgrave, CBE (Marlow, Buckinghamshire, 23 de março de 1962) é um ex-remador e campeão olímpico britânico que conquistou cinco medalhas de ouro em cinco edições consecutivas dos Jogos Olímpicos, de Los Angeles 1984 a Sydney 2000.
É um dos quatro atletas olímpicos que conquistaram medalhas olímpicas em cinco edições consecutivas dos Jogos Olímpicos, mas o único em provas de "endurance". Este feito coloca-o como o maior atleta olímpico do Reino Unido.
Foi porta-bandeira da delegação britânica nos Jogos Olímpicos em 2 oportunidades.
Em 2001, tornou-se o primeiro atleta olímpico britânico a ganhar o título de Sir.
Mesmo após aposentar-se, continua com sua vida de atleta. Em 2006, terminou sua 3ª maratona de Londres. Em Londres 2012, Redgrave teve a honra de entrar no estádio carregando a tocha olímpica na cerimônia de abertura, o último atleta olímpico a fazê-lo, já que dentro do estádio ela foi carregada apenas por jovens atletas britânicos.

## Honrarias
Essas foram as honrarias britânicas recebidas:
- MBE: 1987–1997
- CBE: 1997–2001
- Sir: 2001

## Títulos
- Medalhas Olímpicas: 5 Ouros, 1 Bronze
- Medalhas em Mundiais: 9 Ouros, 2 Pratas, 1 Bronze
- Medalhas em Campeonatos Mundiais Junior: 1 Prata
- Medalhas Thomas Keller: 2001 (Premiado pela FISA)

### Campeonato Mundial Junior
- 1980 - Prata, Doble Scull
- 1979 - Ouro, Skiff

### Henley Royal Regatta
- 2001 - Ouro - Queen Mother Challenge Cup
- 2000 - Ouro - Stewards' Challenge Cup
- 1999 - Ouro - Stewards' Challenge Cup
- 1998 - Ouro - Stewards' Challenge Cup
- 1997 - Ouro - Stewards' Challenge Cup
- 1995 - Ouro - Silver Goblets & Nickalls' Challenge Cup
- 1994 - Ouro - Silver Goblets & Nickalls' Challenge Cup
- 1993 - Ouro - Stewards' Challenge Cup
- 1993 - Ouro - Silver Goblets & Nickalls' Challenge Cup
- 1991 - Ouro - Silver Goblets & Nickalls' Challenge Cup
- 1989 - Ouro - Silver Goblets & Nickalls' Challenge Cup
- 1987 - Ouro - Silver Goblets & Nickalls' Challenge Cup
- 1986 - Ouro - Silver Goblets & Nickalls' Challenge Cup
- 1985 - Ouro - Diamond Challenge Sculls
- 1983 - Ouro - Diamond Challenge Sculls
- 1981 - Ouro - Doble Sculls Challenge Cup

### Outros
- 1996 - Ganhador do UK Celebrity Gladiators
- 2000 - Personalidade do ano (pela BBC Sports)
- 2006 - 3o lugar Maratona de Londres
- 2011 - BBC Sports - Lifetime Achievement Award